# Джордан Скотт
Джордан Скотт (англ. Jordan Scott; *1978) — британська акторка, фотограф і кінорежисер. Дочка відомого режисера Рідлі Скотта та рекламного керівника Сенді Вотсон. Племінниця режисера Тоні Скотта і однокровна сестра Люка Скотта та Джейка Скотта.
Скотт стала режисером фільму Тріщини, який є адаптацією роману Шейли Колер. Також вона зняла фільми Невидимі діти, Портрет, та Ніколи ніколи. Вона створила ролики для Prada, Nike, Amazon.com та Land Rover.